# Лука Арбор
Лука Арбор або Арбері (… — 25 квітня 1523 , Хирлеу ) — молдовський боярин, дипломат і державний діяч.

## Біографія
Лука Арбор народився 14 вересня 1486 року. Він вільно володів церковнослов'янською, польською та латинською мовами, декілька разів був командувачем армією. Лука був сином Кірстеата Настасії Арбор. У Луки був брат — Пітар Іон та сестра — Анушка, яка згодом одружилася з боярином Краснежем. Кірстеа залишився вірним князю до його смерті і був убитий під час навали Османської армії в 1476 році.

## Діяльність
Арбор зайняв значне місце в 1486 році в часи правління Князя Молдови Стівена ІІІ. Він став довготривалим каштеляном Сучави. Ця посада об'єднує військові та адміністративні функції з дипломатичною кар'єрою. Тому Арбор організував захист Сучави під час польського вторгнення в 1497 році, після чого він був підтверджений як один із провідних придворних у Молдові. Будучи воєначальником, він узяв участь у молдовській окупації Покуття в 1502 році. Його називали «Лука-Влах», який служив Стефанові на важливих дипломатичних місіях до Польщі та Великого князівства Московського. Арбор був претендентом на молдовський престол в 1505 році. Але він все ще служив синові Стефана Богдану III Сліпому, який потребував його допомоги, настанов, зокрема під час молдовсько-польських сутичок того року. Арбор зберігав свою позицію, незважаючи на поразки, і, як гетьман, продовжував служити репетитором сину Богдана — Стефану IV. Він примирив свою країну з Польщею, що вела війну проти Кримського ханства, вигравши її у серпні 1518 р.
Церква Усікновення Голови святого Івана Хрестителя, Церква Арборе — православна церква, яка розташована на північному сході в Румунії. Була побудована швидко, але без розписів у 1502 році в селі Арборе, на території, що належала Луці Арбору, гетьману Стефана Великого, зараз це округ Сучава. Церква є однією з восьми молдавських церков у списку Світової спадщини ЮНЕСКО в Румунії. Скоріш за все, церква була задумана як сімейна усипальня Арборе, про що свідчить відповідна фреска. Посвята церкви Усікновення Голови святого Івана Хрестителя виявилась деякою мірою іронічною, тому що через 21 рік, в 1523 році Луці Арбору і двом його синам відрубають голови через звинувачення в зраді. Це зробить Стефан IV, онук Стефана Великого та вихованець Луки.
Внутрішні фрески почали створювати одразу ж, але закінчили тільки в 1523 році, а зовнішні були замовлені онукою Луки, Анною, в 1541 році. Церква була побудована з каміння, поблизу господарського двору. Має прямокутну форму та характерне подовження бокових стін на заході, які закінчуються аркою, яка мабуть служила дзвіницею. Цінність цієї архітектурної пам'ятки зростає завдяки внутрішньому розпису, здійсненому у 1503—1504 рр., а також зовнішньому розпису у виконанні майстра Драгосіна, сина попа Комана з міста Ясси, після османської навали 1538 року. Хоча розпис у більшій мірі пошкоджений, можна помітити, що в розписі переважає зелений відтінок.
З 1486 р. Стефан надавав своєму воротарю половину села Тжапести (рум. Țăpești), на річці Лозова (рум. Râul Lozova). Він став ктитором православних молдовських церков в обох місцевостях. У березні 1502 року придбав села Арборе та Хіліуць, а також сучасне місто Солка та комуни Ботошана та Ясловец.
Фольклор свідчить, що Арбор використовував польських та османських військовополонених як своїх робітників, змушуючи їх видобути камінь з річки Солка (рум. Râul Solca). Згодом Арбор одружився з леді Юліаною. Один з записів свідчить, що вона була дочкою коміса Петра Езреанулаз (рум. Petru Ezăreanul) повіту Тутова. Її батько загинув в результаті війни 1475 року. У них було четверо синів, деякі записи свідчать про п'ятого сина Рубео Арбор та семеро дочок.

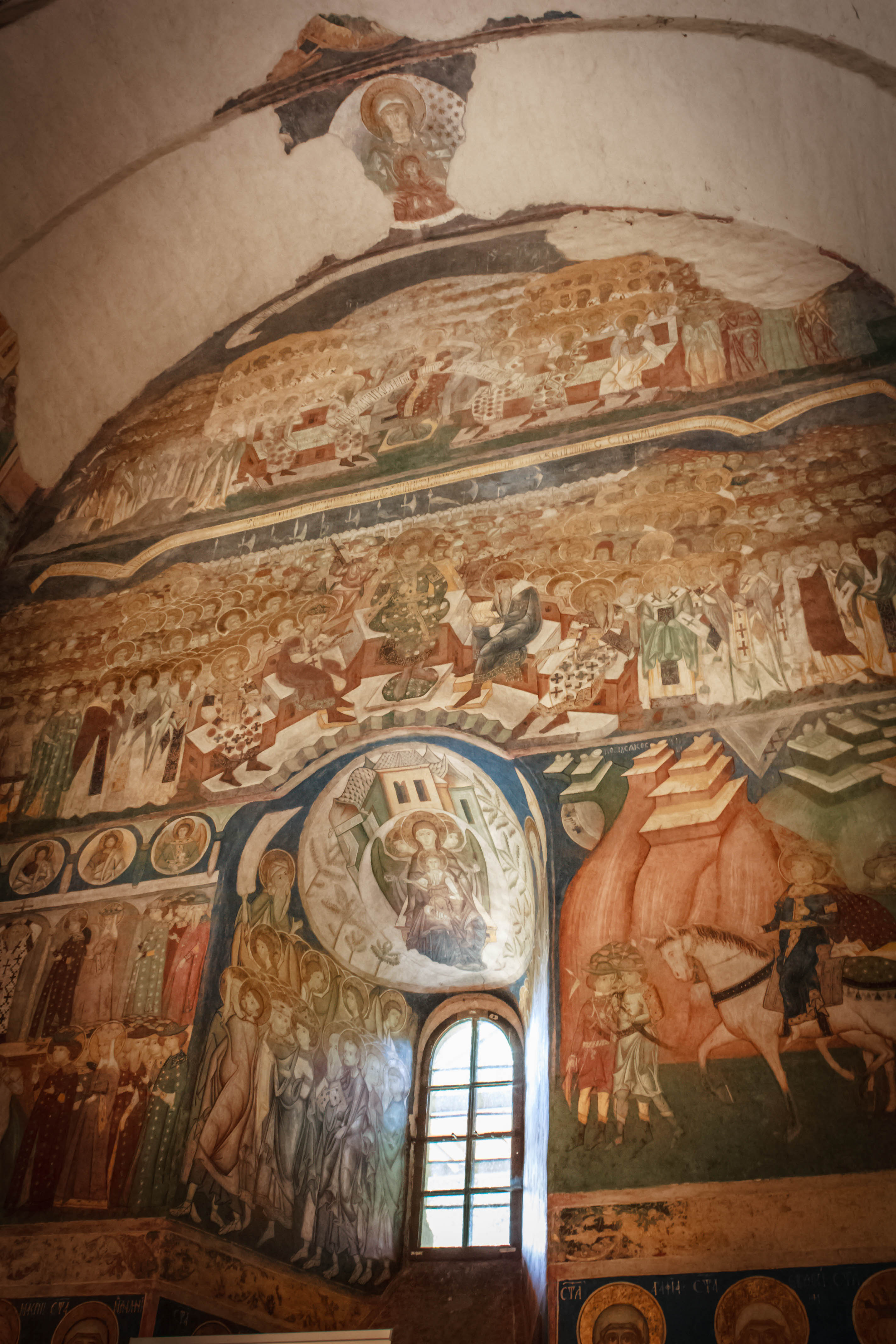
Церква Арборе, 2016 рік

В 1496—1497 роках Арбор супроводжував московського посланника Івана Осчеріна, який мандрував між Москвою та Молдовою. Ця місія була частиною серії контактів високого рівня між Молдовою, Москвою та Литвою, переконуючи Олександра Ягеллончика, який тоді був великим князем Литви, вийти з союзу з Польщею. Коли в 1497 році Польща вторглася на територію Молдови і обложила Сучаву, Арбор, як повідомляється, організував «героїчну оборону» столиці.
Коли напруженість між Польщею та Молдавою переросла, Арбор подорожував до Галича та інформував місцеву старту про те, що Молдова має намір приєднати всі частини Руського воєводства. Однак невідомо, чи був візит офіційною дипломатичною місією чи це власна ініціатива Арборе. Аброр очолював молдавську делегацію в Любліні. Був делегованийна Боярську раду в 1486 році, а повернувся в 1498 році. Певний час він був воєначальником країни, і очолював війська в боях під час нових молдовсько — польських зіткнень 1505 року. Арбор брав участь у молдовських облогах Кам'янця та Львова. В обох випадках була перемога за Арбором. Знов займає посаду воротаря до 25 березня 1523 року. Військовий історик Міхей Адоудж описує Арбора як «великого стратега» і «безстрашного патріота».
Лука був обезголовлений в квітні у княжому дворі в Хирлеу в 1523 році. Сімейна резиденція в Арборе — Солка була конфіскована правителем і стала державною землею. Могила Луки Арборе із гарним готичним балдахіном, вона залишається невідкритою, але є одна версія що його тіло було викрадено партизанами і таємно поховано в Солці. Епізод виконання пов'язаний із зародженням боярського бунту, що стався у вересні 1523 року. Дружина Луки також померла в 1523 році. Могила Юліани Арборе знаходиться поруч з могилою чоловіка.